# Collection d'insectes

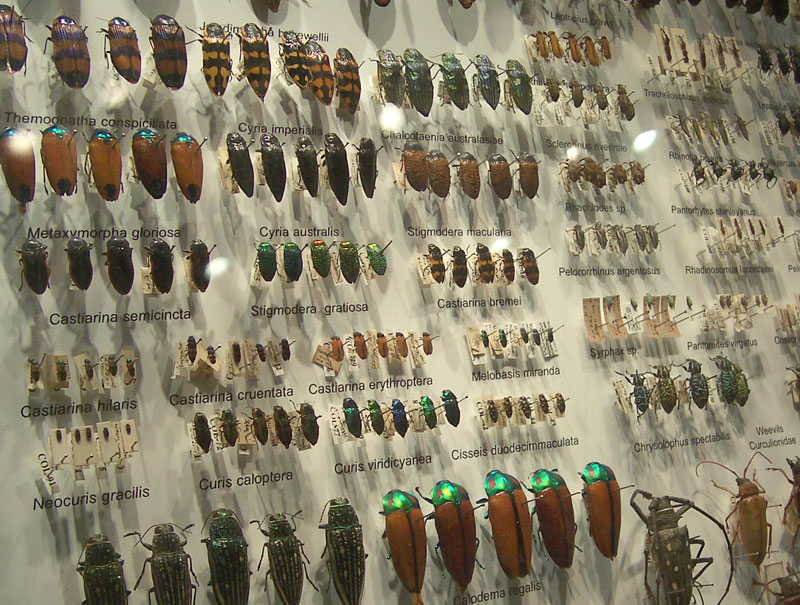
Collection de coléoptères au Melbourne Museum en Australie.

Une collection d'insectes ou collection entomologique est le résultat de la collecte et la conservation d'insectes (et autres arthropodes) morts, dans un but scientifique ou esthétique. Parce que la plupart des insectes sont petits et que la majorité ne peut pas être identifiée sans l'examen minutieux de caractères morphologiques, les entomologistes créent ou maintiennent souvent des collections d'insectes morts, pour permettre leur observation (à la loupe, au microscope…) et la comparaison des spécimens. De très larges collections sont ainsi conservées dans des musées d'histoire naturelle et des universités, où elles sont maintenues et étudiées par des spécialistes ou des étudiants. Des collections privées peuvent également être constituées par des entomologistes amateurs ou des collectionneurs d'insectes.
Historiquement, la collecte d'insectes était un loisir éducatif très répandu en Europe du XIXe siècle et jusqu'au milieu du XXe siècle ; la pratique de loisir est encore répandue dans certains pays.

## Histoire

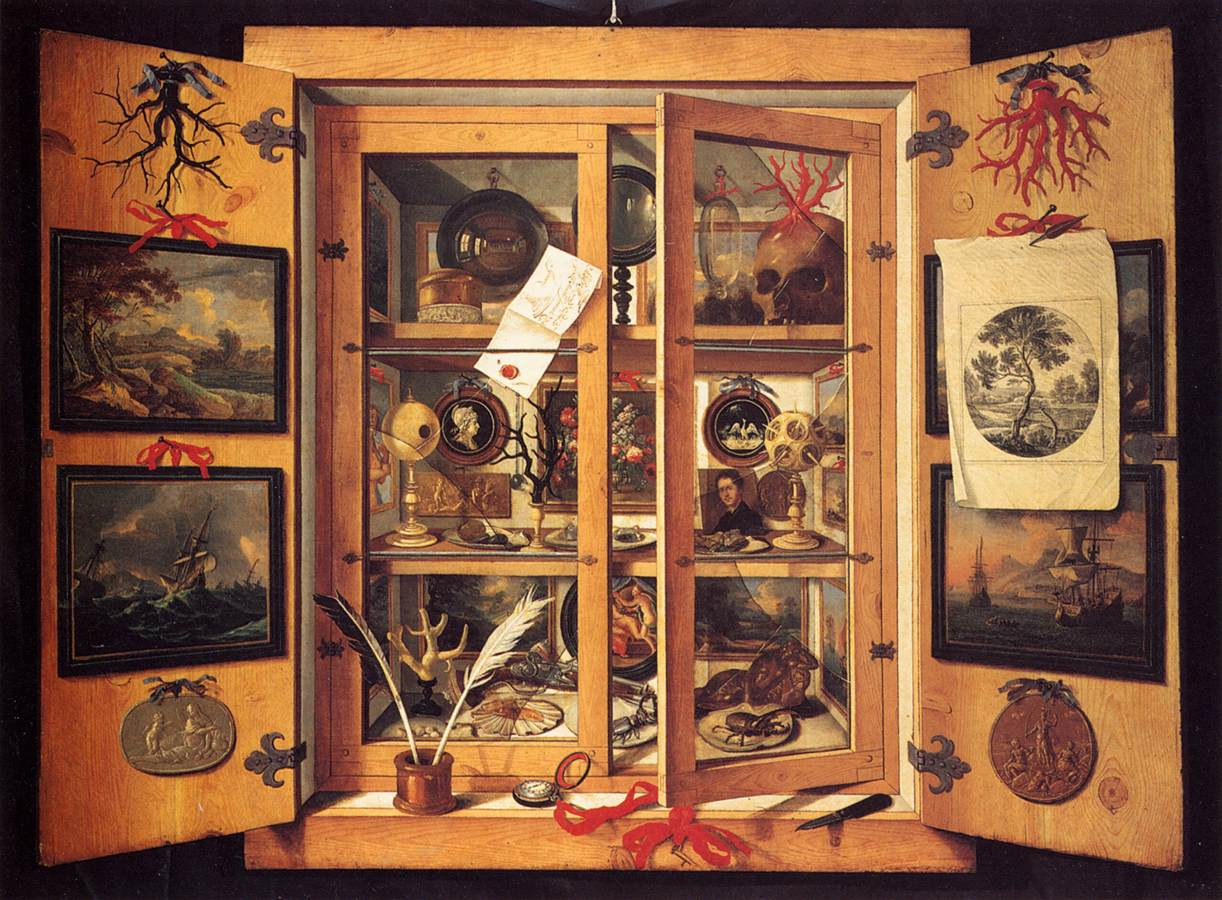
Peinture d'un cabinet de curiosités (1690) contenant un lucane cerf-volant et un dynaste.

Des insectes figurent parmi les « objets naturels » (naturalia) des cabinets de curiosités qui apparaissent en Europe au XVIe siècle dans les demeures des nobles, des savants et d'amateurs éclairés. Les insectes ne sont pas conservés pour leur étude, mais pour leur aspect surprenant et esthétique. Des insectes séchés sont ainsi mentionnés en France parmi les curiosités du Cabinet du roi (1633).
À partir du XVIIe siècle, l'entomologie devient une discipline importante parmi les « sciences du vivant ». Les études savantes sur les insectes deviennent nombreuses et les premières collections notables sont constituées, à l'exemple de celle de Hans Sloane (1660-1773) qui servit de référence pour des descriptions de Carl von Linné. Mais ces collections anciennes ont été perdues ou le plus souvent détruites par les ravages d'insectes nécrophages (dermestes, anthrènes, psoques, etc) ou de moisissures, en raison de techniques inadéquates de conservation. Les vieilles collections parvenues en bon état jusqu'à notre époque datent généralement du XIXe et début XXe.

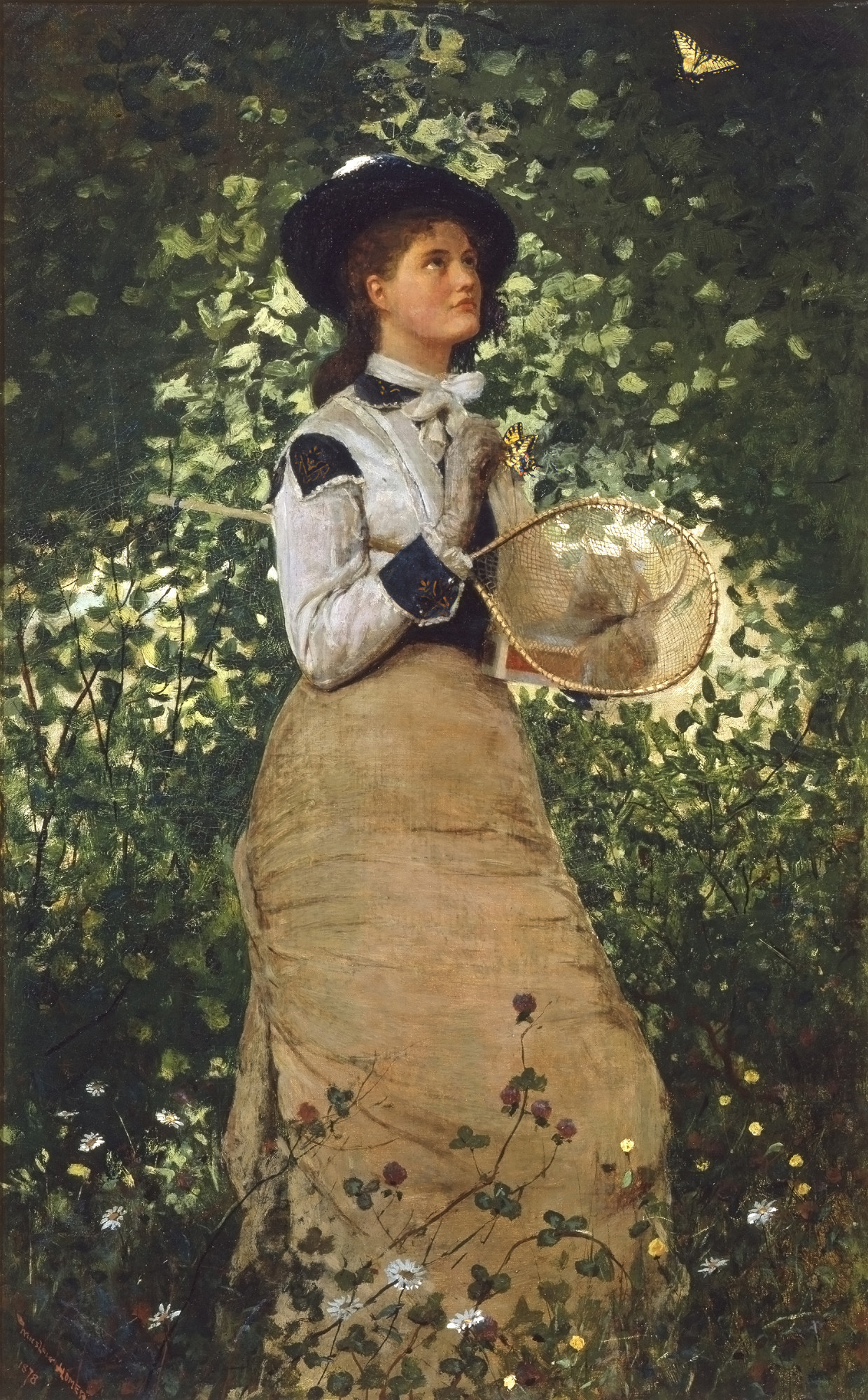
Butterflies (Papillons), 1878
Winslow Homer
New Britain Museum of American Art

La collection d'insectes est une occupation éducative fort répandue dans la jeunesse européenne au XIXe siècle et jusqu'au milieu du XXe siècle. Ainsi Vladimir Nabokov raconte dans ses souvenirs comment il a constitué dès l'enfance une collection de papillons. Cette occupation perdure largement dans certains pays asiatiques, comme au Japon ou en Corée, où elle fait partie des programmes scolaires. Elle a laissé des traces dans la culture européenne, dans la littérature et les chansons, comme en témoigne La Chasse aux papillons de Georges Brassens.

## Types de collection
-Les collections d'insectes sont communément distinguées :
- une collection historique est une collection ancienne qui permet de visualiser l'entomofaune d'un lieu géographique à une époque passée, révéler des espèces aujourd'hui disparues.
- une collection dite « de référence » est une collection d'étude, comportant des spécimens classés et étiquetés (date, lieu, espèce déterminée par des experts). Elle permet aux entomologistes l'identification et la comparaison de spécimens (espèces ressemblantes, variations morphologiques inter-espèce...) et l'identification d'espèces inconnues (dont le spécimen conservé devient la référence « type »). C'est ce genre de collection qui est conservé dans les grands musées d'histoire naturelle et les laboratoires de recherche scientifique, pour la recherche en morpho-anatomie comparée, en taxinomie, en phylogénie ou en biologie moléculaire.
- une collection « systématique » collecte et rassemble des insectes d'après leur classification (famille, genre...). À l'opposé, une collection « biologique » rassemble des insectes partageant un même aspect biologique (zone géographique, type d'habitat...)[4].
- une collection régionale comporte peu de spécimens mais donne un aperçu des espèces communes dans une région donnée. Elle sert parfois de référence pour des inventaires régionaux.
- la collection esthétique : constituées dans un but décoratif, généralement restreinte à des espèces exotiques de grande taille parmi les lépidoptères (papillons) et grands coléoptères (scarabées).
- une collection nominale est une collection privée réalisée par une personne (scientifique ou amateur) ultérieurement donnée, vendue ou léguée à un musée[5].

## Techniques de collecte
Il existe de nombreuses techniques de collecte des insectes ; celles-ci varient selon les buts et moyens de la collection (inventaire systématique, recherche de nuisibles, loisir…) et les espèces recherchées (papillons, milieu aquatique, acariens...).
La « chasse » à vue consiste à collecter les spécimens qui se présentent à la vue du collecteur (ramassé au sol, filet à papillon…). Le piégeage utilise différentes techniques permettant d'attirer ou capturer automatiquement les insectes ; appâts olfactifs, colorés, lumineux, à phéromone… pièges au sol (Barber), pièges d'interception des insectes volants (piège Malaise, gaze, vitre), pièges aquatiques, etc.

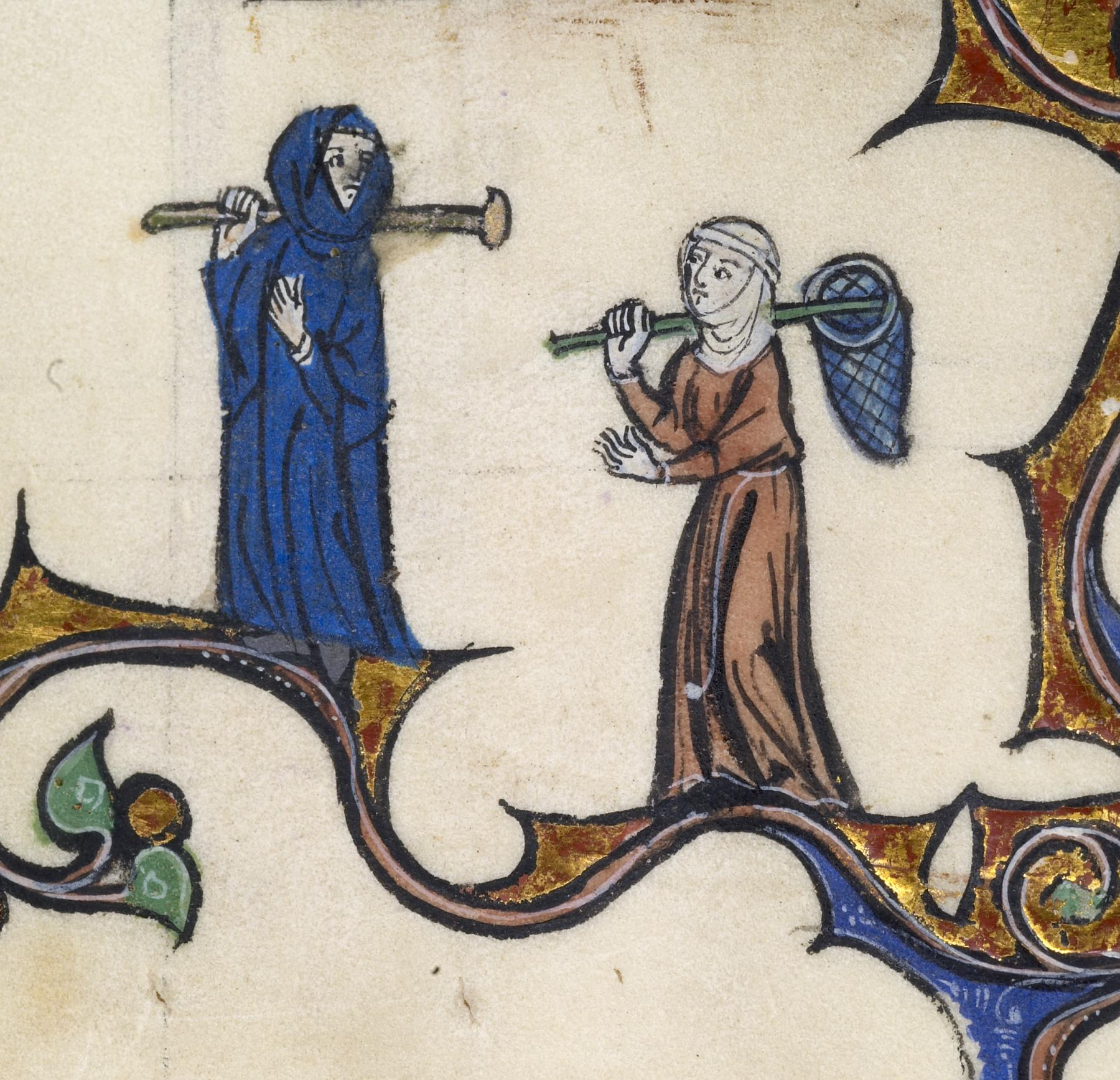
Chasse aux papillons au Moyen-Âge.
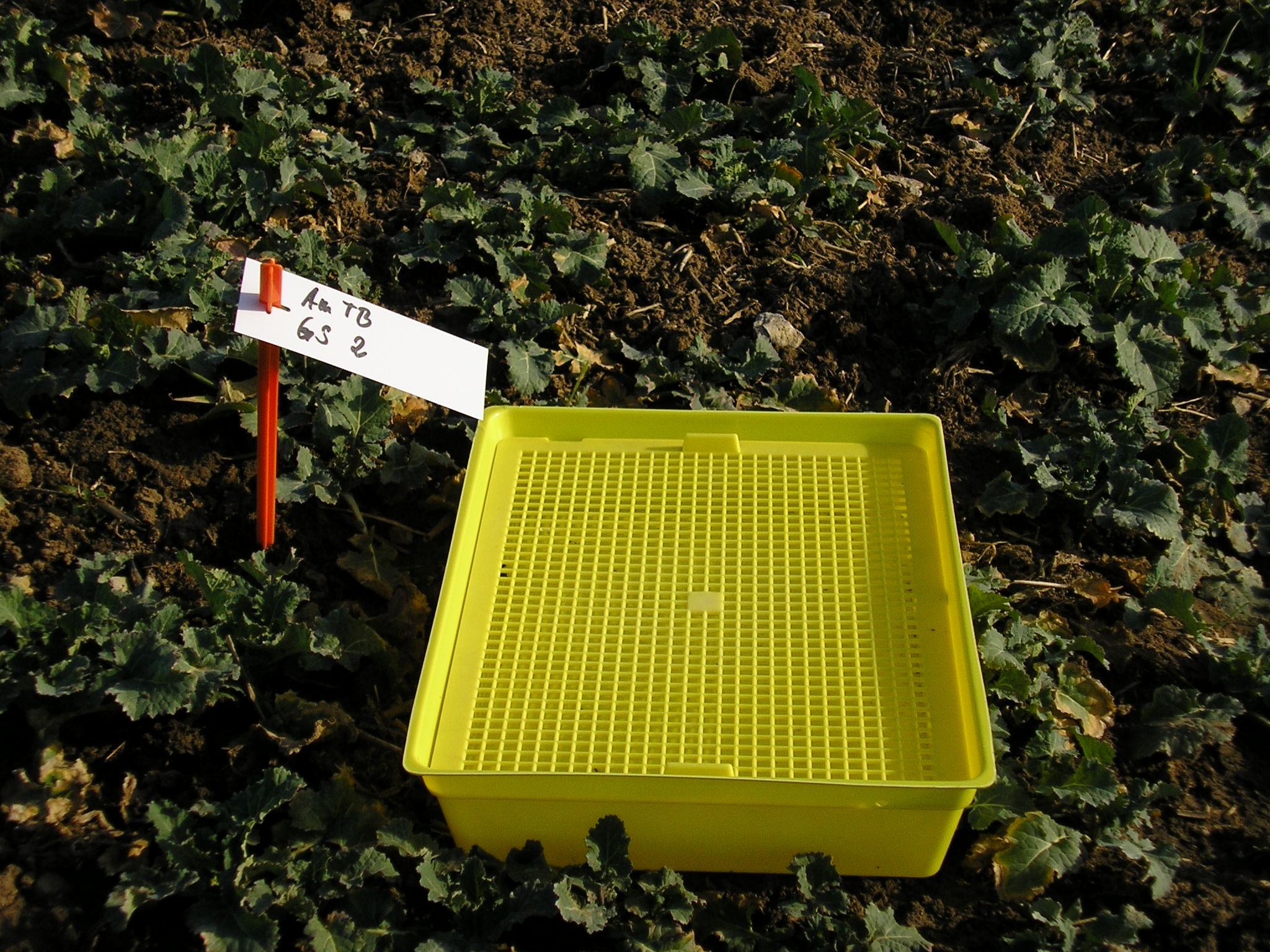
Récipient coloré pour piéger des insectes butineurs.
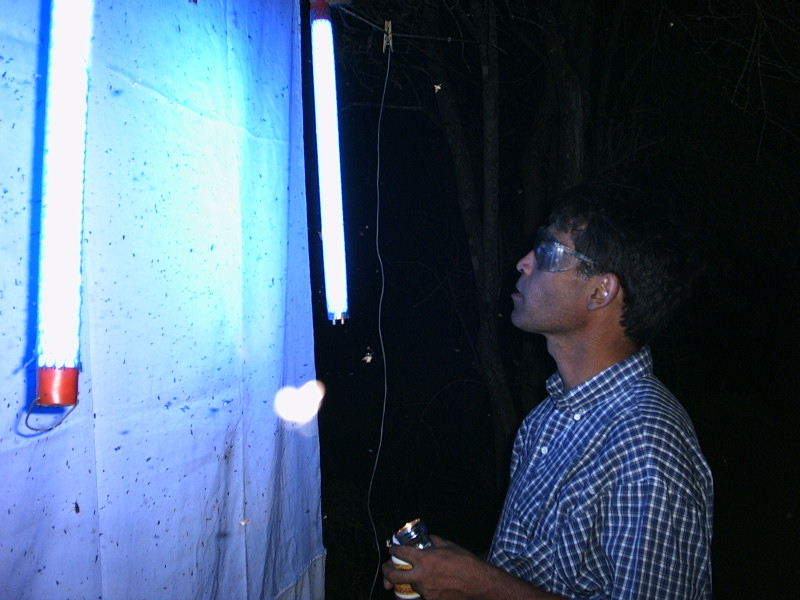
Piège lumineux.
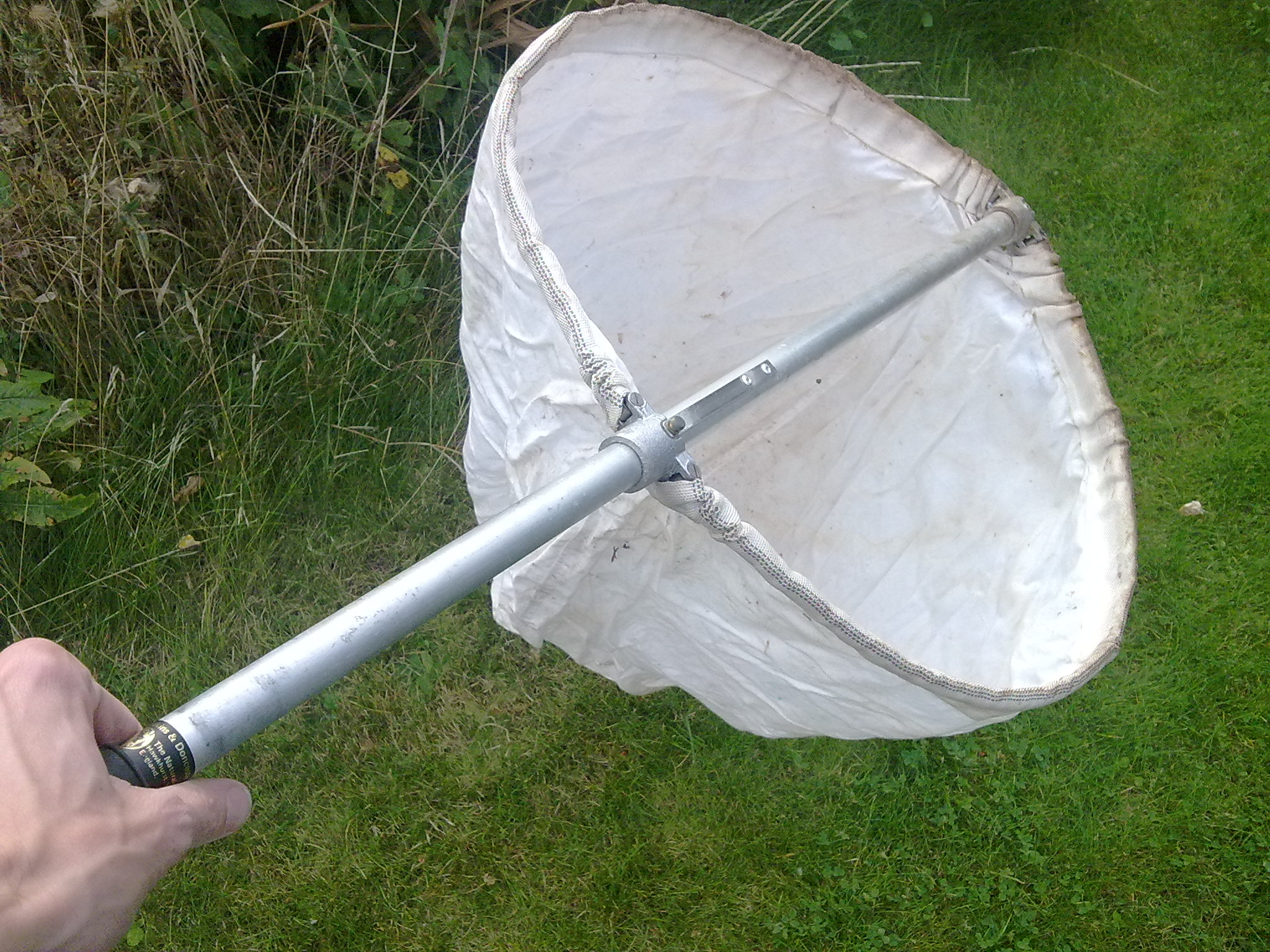
Filet de fauchage.
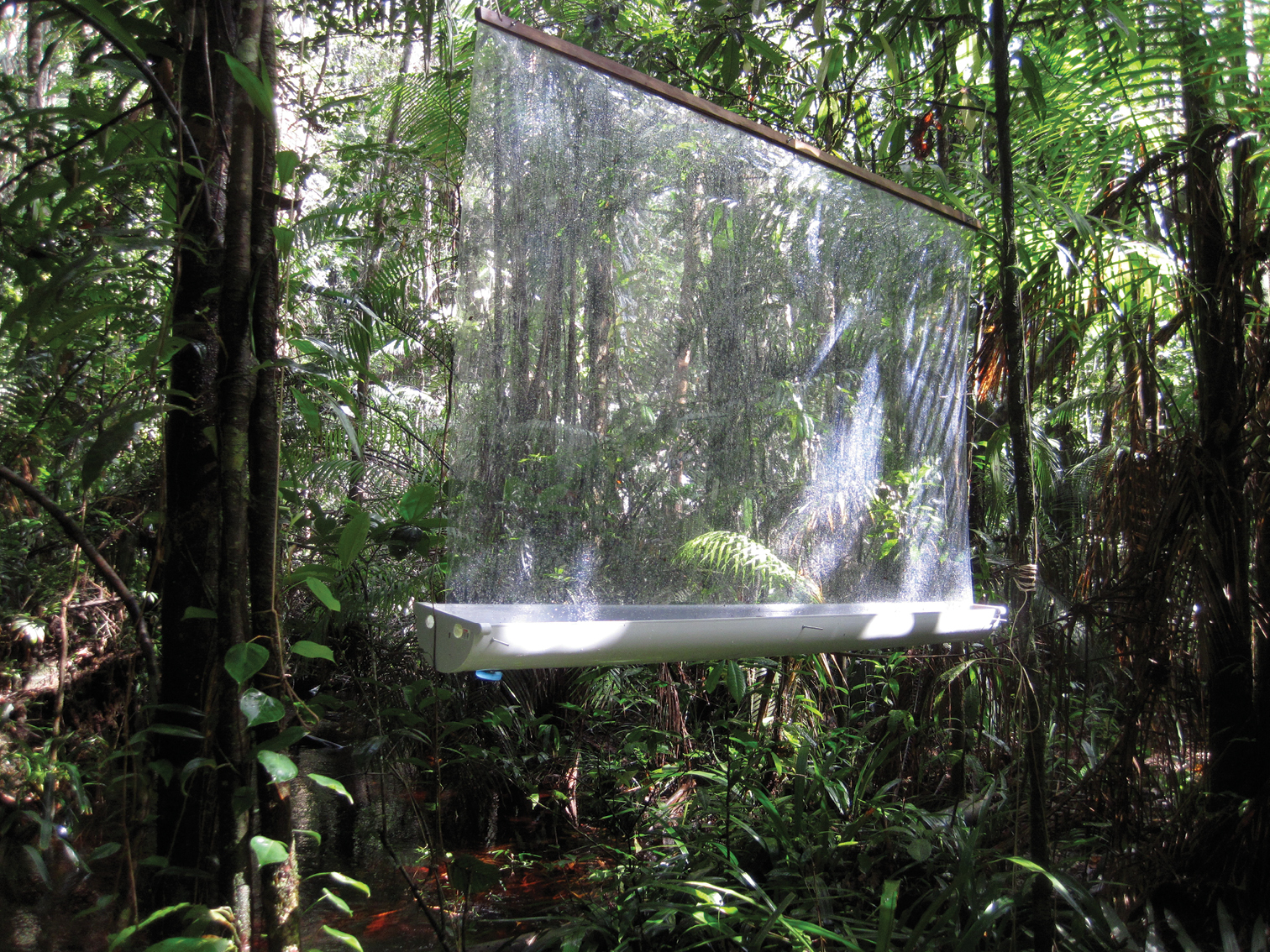
Piège d'interception en vol.

## Préparation et conservation

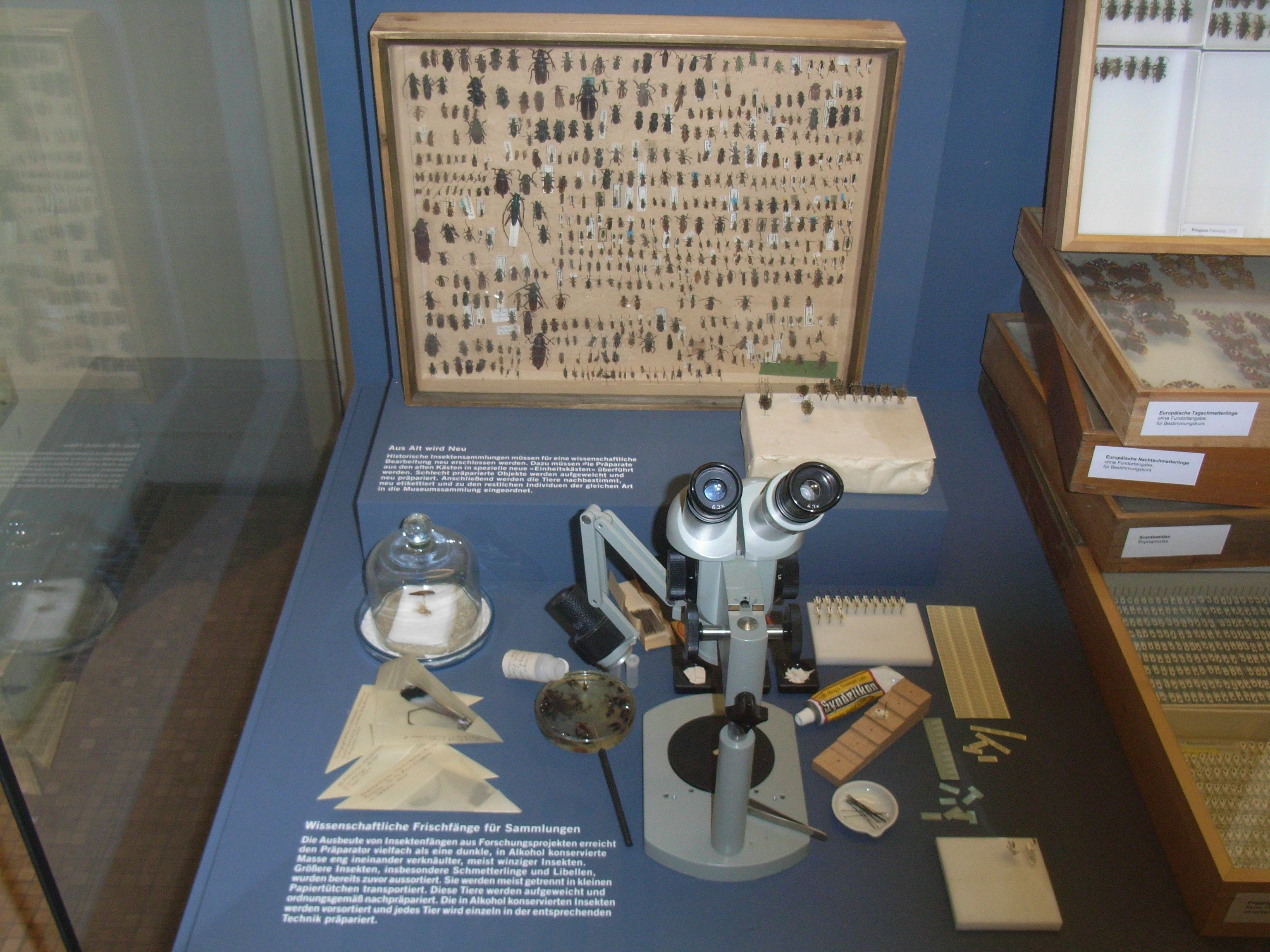
Matériel professionnel de préparation de petits insectes montés sur épingle.

La préparation et conservation des insectes collecté varie selon le type d'insecte et les buts de leur étude et de la collection. Typiquement, on distingue la conservation finale des spécimens dans un liquide conservateur (alcool), la conservation de spécimens desséchés (dessiccation) et la conservation en préparation microscopique.
Les spécimens vivants sont tués avec des méthodes variables, selon le type d'insecte et la préparation souhaitée : bain d'alcool ou d'acétone, vapeurs d'acétate d'éthyle ou de cyanure, congélation, ébouillantage, piqure d'ammoniaque, etc. Les grands spécimens vivants comme les papillons et coléoptères sont souvent tués sur le terrain en les insérant dans un « bocal de chasse » chargé avec de l'acétate d'étyle ou du cyanure de potassium.
Pour le stockage provisoire jusqu'à la préparation finale, les insectes peuvent être conditionnés par différentes méthodes : flacons remplis d'alcool, congelés, « en couche » (coton) dans une boite non hermétique, dans des papillotes (papier cristal) ou des « blisters » (carton et cellophane), etc. Avant préparation, les insectes peuvent être nettoyés par différentes méthodes (bain savonneux, brossage, acétone, benzène…).

### Conservation à sec
Une majorité d'insectes est « montée » sur des épingles entomologiques. Le spécimen peut être directement épinglé (à travers le thorax), collé sur une épingle, collé sur un support (paillette) épinglé ou bien transpercé par une minutie fixée sur l'épingle.
L'étalage consiste à modifier l'orientation des parties mobiles (ailes, pattes, tête, antennes…) afin d'établir une posture esthétique ou rendre visibles certains aspects morphologiques nécessaires à l'identification (nervures des ailes, mandibules, pattes…). Pour cela, les parties mobiles sont immobilisés durant la période de séchage avec des épingles supplémentaires, des bandes de papier ou de la colle. Si les spécimens à étaler sont trop rigides (secs), ils sont au préalable assouplis, par exemple en séjournant dans une boite « humidificateur ». Les parties molles (abdomen) de certains insectes de grande taille (orthoptère, phasme) sont parfois vidées et remplacées par une bourre, afin de limiter les déformations.
Après étalage, les spécimens sont mis à sécher le plus rapidement possible : la dessication complète empêche la putréfaction. Selon les conditions de température, d'humidité, de préparation chimique et de ventilation (étude), le séchage d'un spécimen peut durer plus ou moins longtemps. En général, le séchage à l'air libre dure de quelques jours (insecte de petite taille) à quelques semaines (grande taille).
Des techniques complexes de lyophilisation (dessiccation sous congélation) sont parfois utilisées pour les spécimens à corps mou (chenilles, arachnides) et une conservation optimale des couleurs.
Après séchage, les spécimens sont étiquetés. Dans une collection scientifique, une étiquette est toujours attachée à un spécimen et mentionne au moins les informations de capture : lieu (pays, ville, coordonnées GPS), date, méthode de capture, nom du récolteur. Des étiquettes supplémentaires peuvent indiquer l'identification du spécimen (genre et espèce, nom du déterminateur) ou les références de la collection (nom de la collection, numéro, code barre).
Les insectes montés sur épingles sont finalement déplacés dans des boites entomologiques (ou bien placés dans des cadres entomologiques destiné à la décoration). Ces boites sont hermétiques et contiennent généralement des produits insecticides (thymol, antimite, etc) afin de limiter les risques d'attaques par des nécrophages. Les boites sont protégés de l'humidité (moisissures, acariens) et de la lumière solaire (altération des couleurs).

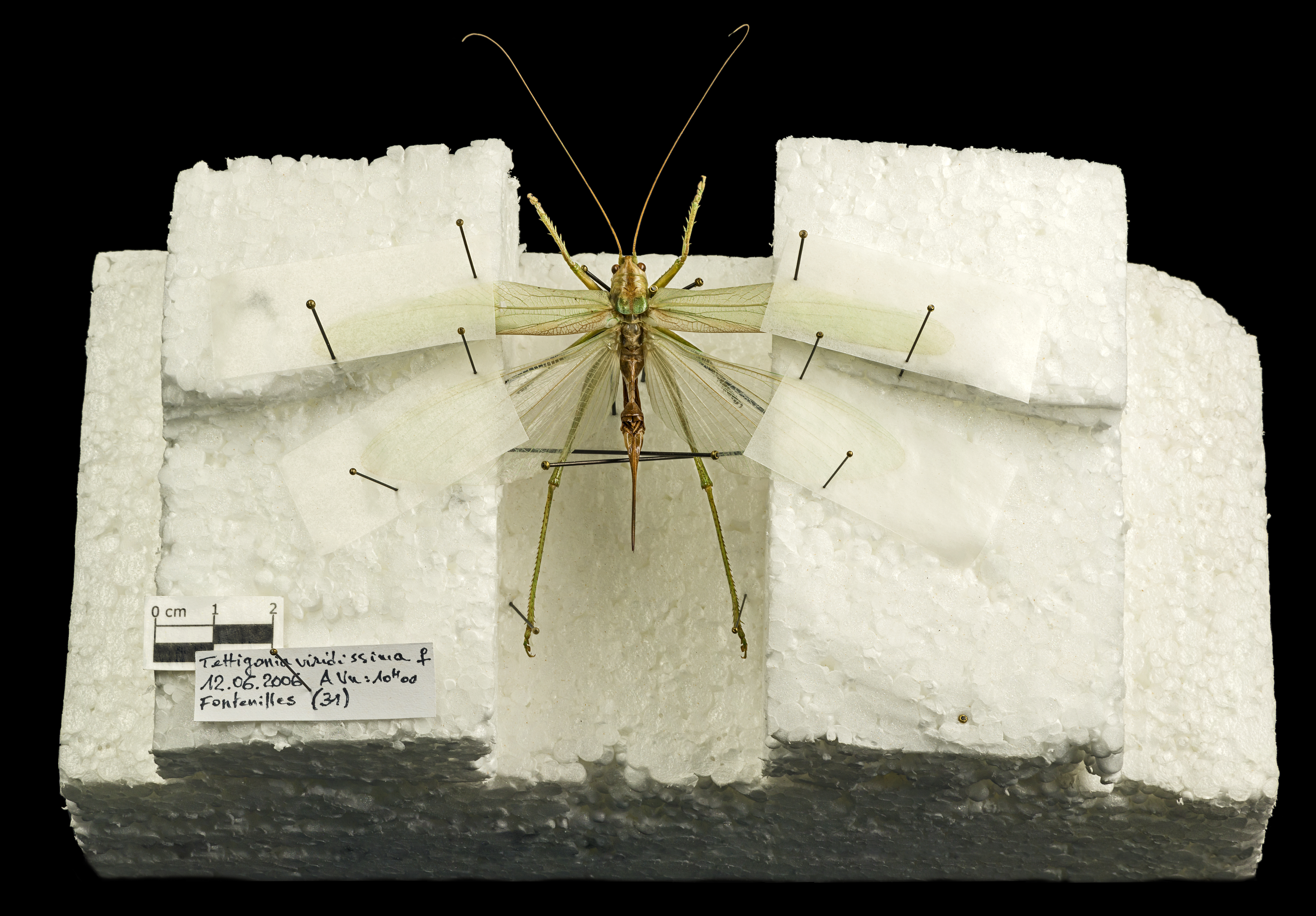
Étalage d'une Grande sauterelle verte avant dessiccation.
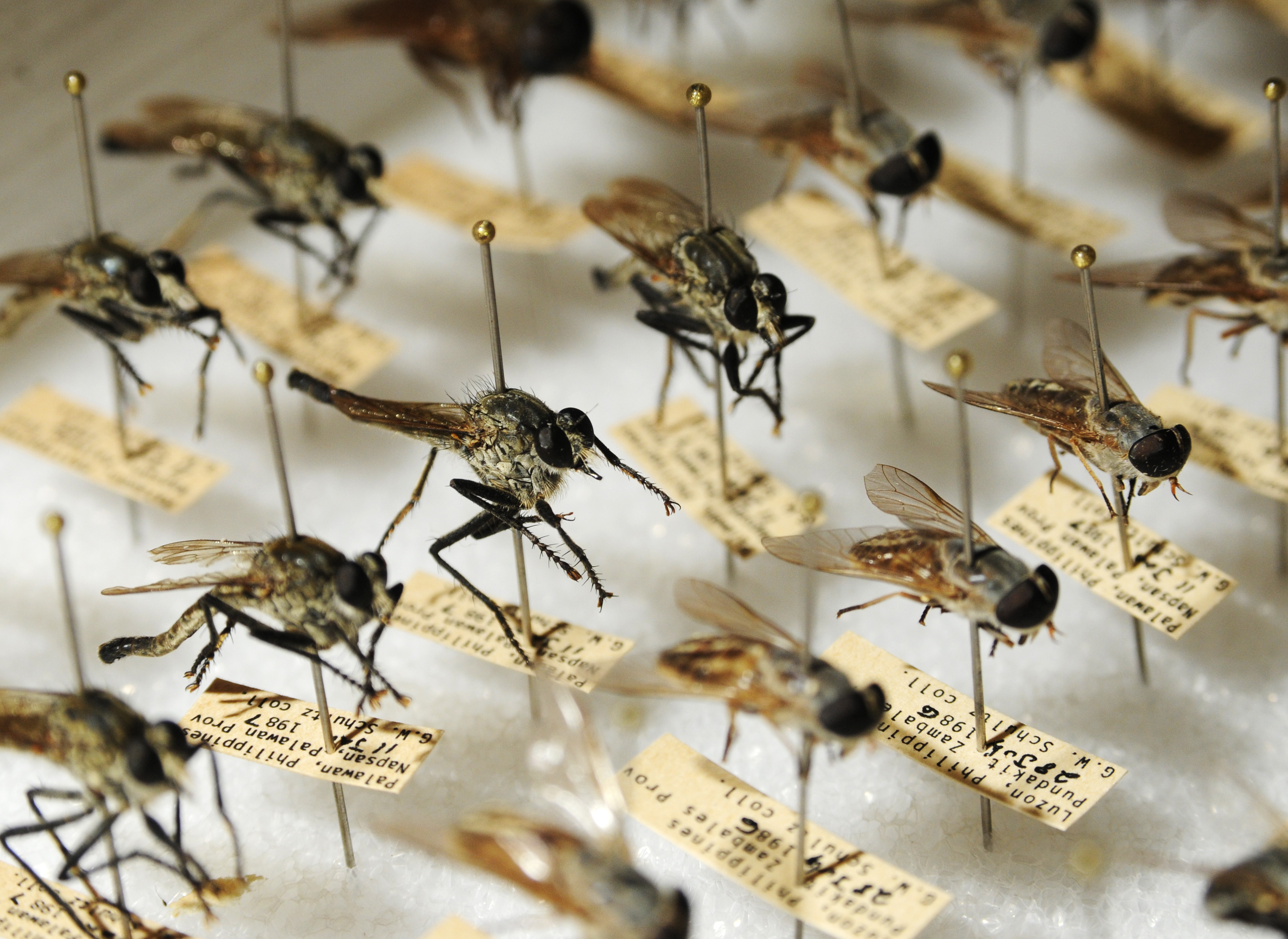
Détail d'une collection de diptères montés en épingle.
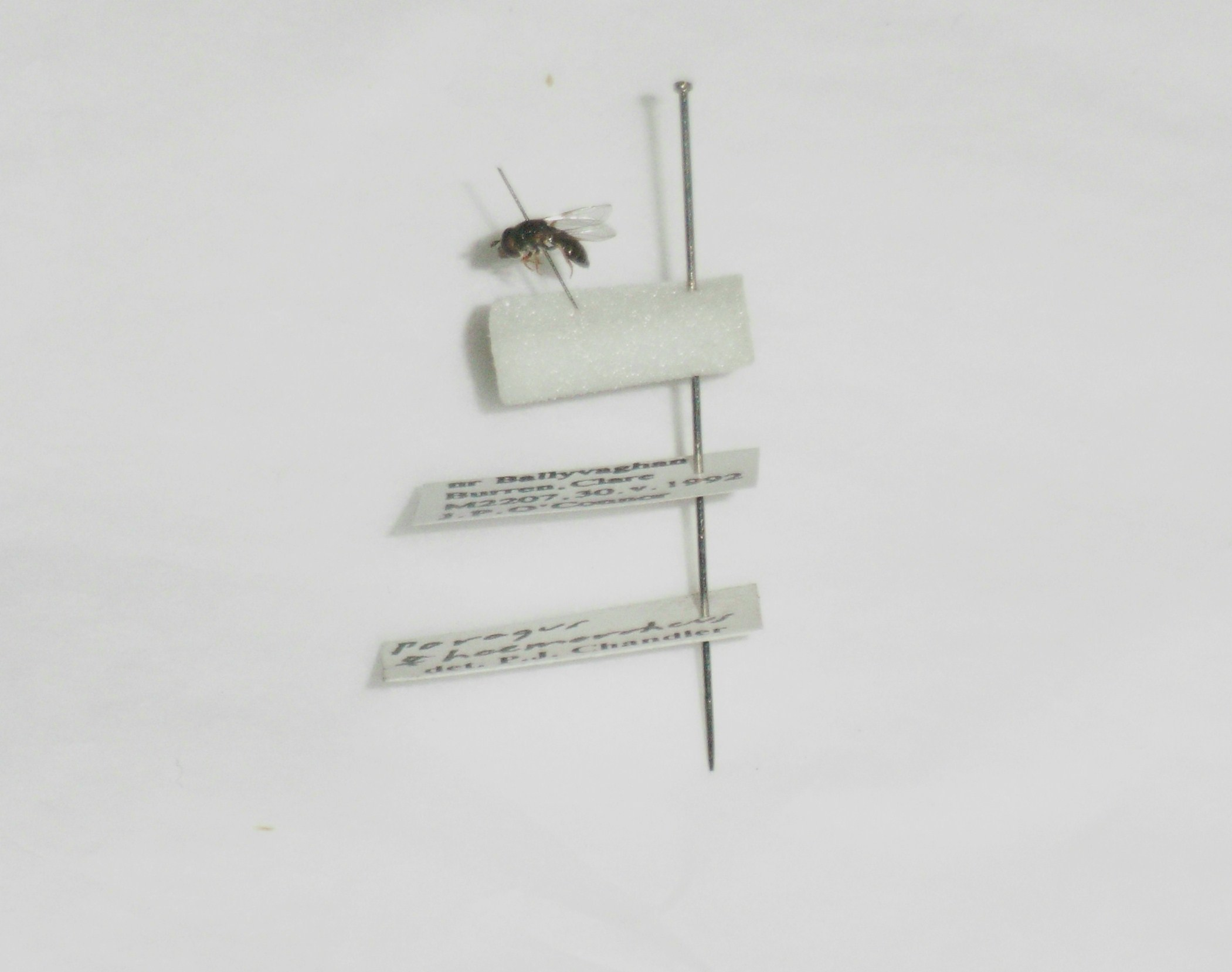
Syrphe monté sur minutie et étiqueté.
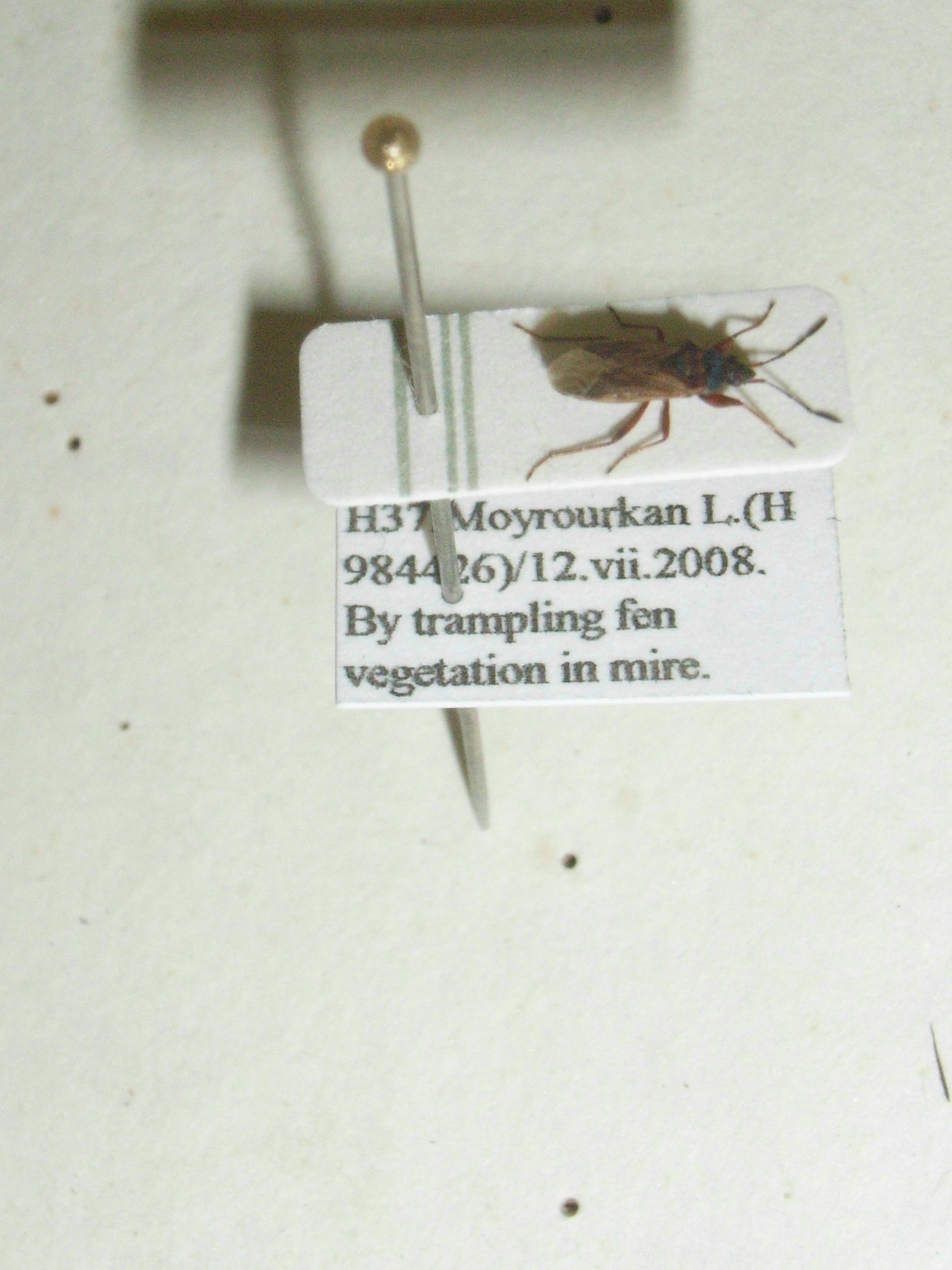
Hemiptère monté sur paillette (collé).

### Conservation dans un liquide
Certains spécimens sont conservés temporairement ou définitivement dans un liquide conservateur (typiquement de l'alcool titré entre 70 et 80°). Le liquide empêche la putréfaction et la déformation du spécimens. Cette méthode est notamment utilisée pour les spécimens mous (larves, immatures), les arachnides et crustacés.
L'alcool assure également une conservation optimale, en vue d'une dissection ou préparation microscopique ultérieure (édéage) ou d'une analyse ADN.

### Préparation microscopique

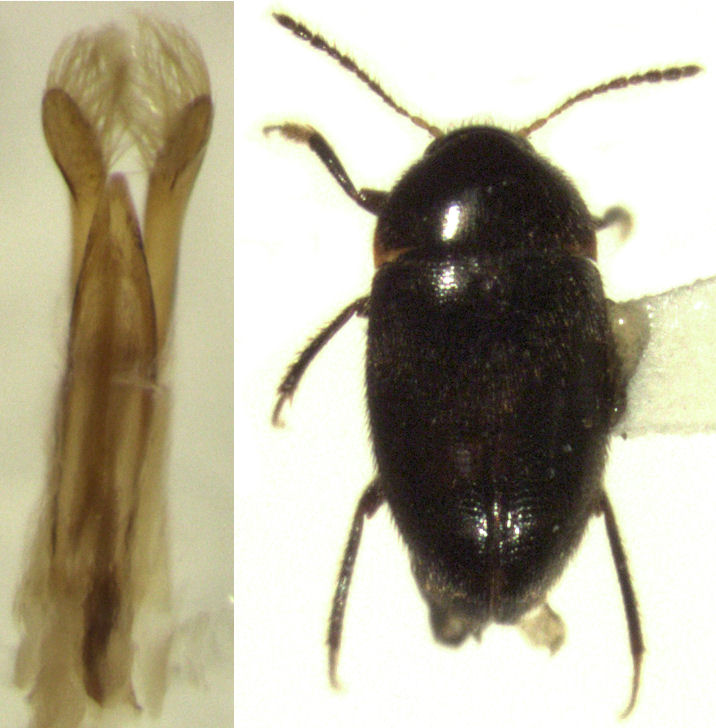
Tourniquet Agyrtodes hunuensis monté sur paillette et l'édéage extrait par dissection.

Les spécimens de très petite taille (ou bien des parties anatomiques de plus grands insectes) peuvent être conservés sous forme de préparation pour un examen microscopique. Il s'agit typiquement de lames sur lesquelles sont inclus les insectes microscopiques, ou bien de parties anatomiques à l'exemple des organes génitaux extraits en vue d'une identification de l'espèce. Les préparations sont réalisées de manière pérenne. Elles sont conservées dans des boites de lames étiquetées ou bien sur une paillette épinglée avec l'insecte séché.

## Collections célèbres
La plus ancienne et importante collection entomologique est certainement celle du Musée d'histoire naturelle de Londres avec environ 34 millions d'insectes et arachnides rassemblés depuis plus de 300 ans. Les deux autres collections majeures sont celles du Muséum national d'histoire naturelle de Paris et de la Smithsonian Institution à Washington, avec environ 30 millions de spécimens. Une dizaine d'autres musées nationaux, en Europe, aux États-Unis et en Australie, possèdent des collections de 10 à 20 millions de spécimens . Parmi les pays francophones, la Canadian National Collection (Canada) compte 15 millions de spécimens et le Muséum des sciences naturelles de Belgique possède 8 millions de spécimens.
Parmi les collections historiques célèbres figurent les collections Banks et Sloane au musée de Londres.
Des spécimens de la collection de Hans Sloane (1660-1773) servirent de référence aux descriptions des types par Carl Linnaeus.
La collection du naturaliste Joseph Banks rassemble des spécimens qui sont tous épinglés et présentés dans des boites vitrées. Elle rassemble aussi des spécimens collecté lors des tours du monde de James Cook (1728-1779), et servit de référence à des descriptions de Johan Christian Fabricius.
En France, le Muséum possède d'anciennes collections constituées par Lamarck (1744-1829), Latreille (1762-1833) et Audouin (1797-1841). Quelques collections historiques sont classées aux monuments historiques, comme celle de coléoptères de René Oberthür (1852-1944) ou de papillons de Fournier de Horrack.
Le plus ancien spécimen collecté et épinglé par un naturaliste est un Piéride du réséda (Pontia daplidice), un papillon collecté en mai 1702 dans le Cambridgeshire (Royaume-Uni). Quelques insectes plus anciens sont néanmoins conservés dans des musées, comme ceux trouvés dans des tombes égyptiennes.
La Seconde Guerre mondiale a détruit des collections dans les musées d'histoire naturelle des villes sévèrement bombardées comme Varsovie, Rotterdam, Hambourg, Berlin, Dresde, Caen, Le Havre, Rouen…. 
La plus importante collection privée est peut-être celle de Charlie et Lois O’Brien, un couple d'entomologistes américains qui ont rassemblé plus d'un million de spécimens durant plus de 60 ans, dont 1 million Curculionoidea et 250 000 fulgores.

## Collectionneurs d'insectes
- Robert Bakewell
- Alfredo Andreini
- Bert Bertram
- Georg Wolfgang Franz Panzer
- Satoshi Tajiri (pendant son enfance, ce qui lui a inspiré les Pokémon)
- Eugène Le Moult